# كنوت هان
كنوت هان (بالألمانية: Knut Hahn)‏ هو لاعب كرة قدم ألماني في مركز الوسط، ولد في 19 ديسمبر 1964. لعب مع كيكرز أوفنباخ ونادي ساندهاوزن.

## وصلات خارجية
- كنوت هان على موقع قاعدة بيانات كرة القدم.إي يو (الإنجليزية)
- كنوت هان على موقع بيانات كرة القدم. دي إي (الألمانية)